# شهرستان بونر (آیداهو)
شهرستان بونر، آیداهو (به انگلیسی: Bonner County, Idaho) یک سکونتگاه مسکونی در ایالات متحده آمریکا است که در آیداهو واقع شده‌است.

## خصوصیات
شهرستان بونر ۴٬۹۷۰٫۲۱ کیلومترمربع مساحت دارد.